# 豊川市立萩小学校
豊川市立萩小学校（とよかわしりつ はぎしょうがっこう）は、愛知県豊川市萩町にある公立小学校。

## 概要
- 旧・宝飯郡音羽町の小学校であり、校区は旧・宝飯郡萩村の全域に該当する、萩町である。公立中学校へ進学する場合、豊川市立音羽中学校へ進学する[2]。
- 教育活動の一環として、緑化推進、愛鳥活動があり、山仕事体験や探鳥会が行われている。
- 運動会では全校児童が一輪車に乗っての演技を披露することが伝統的に行われている。

## 沿革
- 1874年（明治7年）12月 - 宝飯郡萩村に御油学校の分校（御油分学校）が開校。
- 1876年（明治9年）4月 - 御油学校から独立し、第10中学区第130番萩学校となる。
- 1882年（明治15年）9月11日 - 現在地に校舎が完成する。
- 1887年（明治20年） - 尋常小学赤坂学校に統合される。
- 1889年（明治22年）10月1日 - 町村制施行により、萩村が成立する。
- 1892年（明治25年） - 独立し、萩尋常小学校となる。高等科に進学する場合、国府村の宝飯郡11か町村立国府高等小学校へ通学する。
- 1901年（明治34年） - 赤坂町、長沢村、萩村で学校組合を設立。赤坂町長沢村萩村組合高等小学校が開校する。萩尋常小学校に赤坂町長沢村萩村組合高等小学校萩分教場を設置する。
- 1903年（明治36年） - 長沢村が学校組合から離脱する。それに伴い赤坂村長沢村萩村組合高等小学校は赤坂村萩村組合立高等小学校となる。
- 1908年（明治41年）
  - 2月10日 - 校舎を新築する。
  - 4月 - 赤坂村萩村組合立高等小学校が廃校となり、高等科へ進学する児童は赤坂尋常高等小学校へ通学する。
- 1918年（大正7年） - 農業補習学校を併設する。
- 1923年（大正12年）
  - 3月 - 農業補習学校を廃止。
  - 4月 - 高等科を設置し、萩尋常高等小学校に改称する。
- 1935年（昭和10年） - 青年学校を併設する。
- 1941年（昭和16年）4月1日 - 萩国民学校に改称する。
- 1943年（昭和18年） - 赤坂町、長沢村、萩村、御油町の青年学校を統合し、赤坂町字池河内に赤坂外三ケ町村立青年学校が設立される。
- 1944年（昭和19年）8月 - 古渡国民学校の児童が疎開する。
- 1947年（昭和22年）4月1日 - 萩村立萩小学校に改称する。校舎の一部を使用し、萩村立萩中学校が開校する。
- 1948年（昭和23年） - 萩小学校の隣接地に萩中学校校舎が完成。
- 1955年（昭和30年）4月1日 - 赤坂町、長沢村、萩村が合併し、音羽町が発足。同時に音羽町立萩小学校に改称する。
- 1958年（昭和33年）3月 - 新校舎（鉄筋コンクリート造）が完成する。
- 1965年（昭和40年）8月 - 旧校舎（1908年建築）を取り壊す。
- 1970年（昭和45年）4月 - 萩中学校が音羽中学校に統合される。
- 1971年（昭和46年）4月 - 旧・萩原中学校の建物が萩小学校に移管される。
- 1972年（昭和47年）7月8日 - プールが完成する。
- 1981年（昭和56年） - 体育館が完成する。
- 2008年（平成20年）1月15日 - 音羽町が豊川市に編入される。同時に豊川市立萩小学校に改称する。

## 交通アクセス
- 名鉄名古屋本線名電赤坂駅下車、徒歩約45分。
- 豊川市コミュニティバス地域路線　音羽地区（つつじバス）「萩小学校」バス停より徒歩約3分。

## 周辺施設
- 豊川市立萩保育園　※同じ敷地内
- 萩地区市民館
- 音羽運動公園